# Grauastrild
Der Grauastrild (Estrilda troglodytes), auch Grauer Astrild genannt, ist eine afrikanische Art aus der Familie der Prachtfinken. Es werden keine Unterarten für diese Astrildenart unterschieden. Der Jemenastrild, der in älterer Literatur als Unterart des Grauastrilden geführt wird, wird mittlerweile als eigenständige Art anerkannt. Gemeinsam mit dem Schwarzzügelastrild und dem Zügelastrild bildet der Grauastrild eine Allospezies, deren Verbreitungsgebiete sich berühren, aber nicht überschneiden.

## Beschreibung
Grauastrilde erreichen eine Körperlänge von neun bis zehn Zentimeter und zählen damit zu den eher kleinen Prachtfinken. Auffällig ist der rote Schnabel und der rote Augenzügel. Am Ober- und Hinterkopf sind die Vögel hell-gräulich gefiedert. Die Brust ist hell. Männchen und Weibchen sehen gleich aus. Allerdings ist bei den Weibchen die Körperunterseite deutlich schwächer rot überwaschen. Jungvögeln fehlt der rote Augenstreif und sie weisen keine Wellenzeichnung des Gefieders auf. Ihr Schnabel ist noch schwarz statt rot wie bei den adulten Vögeln.
Ausnahmsweise kommen Grauastrilde vor, die anstelle des roten Augenstreifs einen gelben aufweisen. Auch der Körperunterseite fehlt der rosafarbene Anflug und ihre Körpermitte ist gelb anstatt rosenrot. Es handelt sich nach derzeitigem Erkenntnisstand um Vögel, die gelbe Nahrungskarotinoiede nicht in rote umwandeln und die daher an normalerweise rot gefärbten Stellen gelbe Farbstoffe ablagern.

## Verbreitung
Er kommt vom Senegal über Gambia und Guinea bis nach Äthiopien und von dort in südlicher Richtung bis Uganda vor. Der Lebensraum des Grauastrilds sind Trockenbuschsavannen und Steppen mit dichten, dornigen Gesträuch. Er wird auch im Randbereich von Ortschaften beobachtet und hält sich auch auf Reisfeldern und am Rand von Sümpfen auf. In Äthiopien erreicht seine Höhenverbreitung bis zu 2.000 Höhenmeter.

## Lebensweise
Außerhalb der Brutzeit kommt der Grauastrild meistens in Trupps von etwa 30 Individuen vor. Gelegentlich können solche Trupps aber auch aus mehreren hundert Individuen bestehen. Er ist regelmäßig mit anderen Prachtfinken vergesellschaftet. Seine Nahrung sucht er überwiegend auf dem Boden. Das Nahrungsverhalten in freier Wildbahn ist nicht sehr gut erforscht. In Gefangenschaft frisst er überwiegend Samen von Gräsern und Kräutern sowie Insekten.
Die Brutzeit variiert je nach Standort, findet im Allgemeinen aber in der zweiten Hälfte der Regenzeit statt. Balzende Grauastrilde zeigen unter anderem eine Halmbalz, bei der das Männchen einen Halm oder ersatzweise eine Feder im Schnabel trägt und vor dem Weibchen tanzt. Auch das Weibchen kann den Halmtanz vorführen, singt dabei aber anders als das Männchen nicht.
Grauastrilde sind Freibrüter, die ihr kugeliges Nest meist am Boden im Gebüsch bauen. Für ihr Nest verbauen die Vögel feines Gras, Bast, Kokosfasern und Pflanzenwolle sowie Federn. Das Weibchen legt drei bis fünf Eier. Die Brutdauer beträgt zwischen 12 und 14 Tagen. Grauastrilde sind die Wirtsvögel der Dominikanerwitwe. Es handelt sich dabei um einen sehr spezialisierten Brutparasitismus. Die Dominikanerwitwe legt jeweils nur ein Ei in ein Nest von Grauastrilden. Die Jungen der Dominikanerwitwe wachsen gemeinsam mit ihren Stiefgeschwistern auf.

## Haltung als Ziervogel
Grauastrilde werden schon sehr lange als Ziervogel gehalten. Die genaue Haltungsgeschichte lässt sich nicht mehr nachverfolgen, jedoch waren sie schon um die Mitte des 18. Jahrhunderts in Europa bekannt. Der Ornithologe Louis Pierre Vieillot nennt sie zu Beginn des 19. Jahrhunderts häufiger und bezeichnet sie als einen Vogel, der bei Prachtfinkenliebhabern sehr beliebt war. Vor und nach dem Ersten Weltkrieg war der Grauastrild sogar einer der am häufigsten nach Europa importierten Prachtfinken. Meist wurden sie über Marseille eingeführt.
Der Grauastrild gilt als eine Art, die sehr zutraulich wird und ausgesprochen robust ist. Wie kaum ein anderer afrikanischer Prachtfink überstand der Grauastrild den Fang, Transport und die Eingewöhnung im Käfig. Das hat dazu geführt, dass er in Europa nur selten für den Handel nachgezogen wurde. Das hat sich erst in den letzten Jahrzehnten geändert.

## Einzelbelege
1. ↑  Nicolai et al., S. 245
2. ↑  Nicolai et al., S. 246
3. ↑  Fry et al., S. 299
4. ↑  Nicolai et al., S. 247
5. ↑  Bielfeld, S. 47